# Luis Manzano Espinosa
Luis Manzano Espinosa (Granada, 23 de septiembre de 1958) es un médico, investigador y profesor universitario español, especialista en Medicina Interna. Desde febrero de 2016 es jefe de servicio de Medicina Interna del Hospital Universitario Ramón y Cajal de Madrid.

## Biografía
Luis Manzano se licenció en Medicina por la Universidad de Granada en 1983. Desde 1984 hasta 1989 cursó la residencia en la especialidad de Medicina Interna en el Hospital Universitario Puerta de Hierro de Majadahonda. Se doctoró en Medicina por la Universidad Autónoma de Madrid con la calificación de sobresaliente cum laude por unanimidad en 1991. Su tesis doctoral se tituló Caracterización fenotípica y funcional del sistema inmune en la colitis ulcerosa, dirigida por el doctor Alberto Durántez Martínez y Melchor Álvarez de Mon.
Como facultativo especialista en medicina interna ejerció de 1989 a 1990 en el Hospital Universitario Puerta de Hierro, tiempo durante el cual también fue coordinador del Laboratorio de Investigación de Medicina Interna. Entre 1990 y 1996 fue facultativo especialista del servicio de medicina interna del Hospital Universitario Príncipe de Asturias de Alcalá de Henares. Desde 1996 trabaja como facultativo especialista del Servicio de Medicina Interna del Hospital Universitario Ramón y Cajal. A partir de 2004 hasta su nombramiento como jefe de servicio fue jefe de sección y responsable de la Unidad de Insuficiencia Cardiaca y Riesgo Vascular (UICARV). Una consulta hospitalaria que integra médicos, atención ambulatoria de enfermería, pruebas diagnósticas e investigación para el manejo y seguimiento integral de pacientes con insuficiencia cardíaca avanzada, con más de 800 pacientes tratados al año. Ha sido pionera en el manejo urgente de reagudizaciones de insuficiencia cardíaca, evitando ingreso hospitalario, y ha servido de modelo para la creación de más de 30 unidades similares en España (programa UMIPIC). Además realizan labor de investigación de alto nivel en el tratamiento de estos pacientes. Entre 2007 y 2008 fue visiting consultant del Hospital Royal Bromptom del Imperial College de Londres, y desde 2008 hasta 2010 asesor del Clinical Trials and Evaluation Unit del mismo centro. Fue coordinador del Grupo de Trabajo de Insuficiencia cardiaca y Fibrilación Auricular de la Sociedad Española de Medicina Interna.
Como docente, fue desde 1996 hasta 2018 Profesor Titular de Medicina, principalmente en la asignatura de Patología General de la Universidad de Alcalá y Director del Centro de Apoyo a la Docencia en Ciencias de la Salud de la misma universidad desde abril de 2011. En 2018 se convirtió en catedrático de medicina de la Universidad de Alcalá.
Su producción científica tanto clínico-asistencial como clínico-experimental se concreta en más de 70 artículos internacionales y 90 nacionales en revistas de publicación periódica, con varias decenas de tesis doctorales dirigidas. Las principales líneas de investigación mantenidas en el servicio son el estudio etiopatogénico del sistema inmune en las respuesta inflamatoria, aguda y crónica y neoplásica; el estudio etiopatogénico y farmacológico de la insuficiencia cardicaca avanzada, las enfermedades autoinmunes sistémicas y minoritarias o las patologías hemato-oncológicas en el paciente anciano.
Es director del Grupo de Investigación de Enfermedades Multisistémicas, incluido en el área de «Cardiometabolismo y Patología de Sistemas» del Instituto Ramón y Cajal de Investigación Sanitaria.
En marzo de 2012 recibió la Cruz de Honor de la Sanidad Pública Madrileña.